# Roger Kumble
Roger Kumble (Harrison, Nueva York; 28 de mayo de 1966) es un director de cine, guionista, y dramaturgo estadounidense.

## Vida y carrera
Kumble nació en Harrison, Nueva York y asistió al Instituto Harrison. Se graduó en la Universidad Northwestern en 1988, donde escribió para el espectáculo Waa Mu. Comenzó su carrera como guionista y director en 1993 con la sátira de Hollywood Pay or Play, la cual le otorgó el premio LA Weekly Theater al Mejor guion. Su segunda obra, 1997’s d girl, protagonizada por David Schwimmer, le hizo merecedor de cuatro premios Dramalogue. En 2003, Kumble completó su trilogía de Hollywood con Turnaround, la cual fue aclamada por la crítica, de nuevo protagonizada por David Schwimmer, que se ejecutó en su totalidad en Los Ángeles
Kumble hizo su debut como director en la exitosa película de 1999, Cruel Intentions, protagonizada por Sarah Michelle Gellar, Ryan Phillippe, Reese Witherspoon y Selma Blair; su guion trasladó el clásico francés Las amistades peligrosas hacia el moderno Nueva York.
Continuó con la comedia de Sony Pictures, La cosa más dulce, protagonizada por Cameron Diaz, Christina Applegate, Jason Bateman y Thomas Jane y la comedia de New Line Cinema Sólo amigos, protagonizada por Ryan Reynolds, Anna Faris y Amy Smart. Ambas películas fueron votadas dos de las diez películas más subestimadas de la década por el New York Post.
También dirigió a Martin Lawrence, Raven-Symoné y Donny Osmond en la comedia familiar de Walt Disney Pictures College Road Trip. Su siguiente película también fue una comedia, Furry Vengeance, protagonizada por Brendan Fraser y Brooke Shields, fue estrenada en abril de 2010.
Más recientemente, ha dirigido episodios de las series de televisión Entourage, Pretty Little Liars, Revenge y Ringer protagonizada por los actores de Cruel Intentions Sarah Michelle Gellar y Sean Patrick Thomas.

## Familia
Vive en Los Ángeles con su mujer Mary y sus tres hijos.

## Filmografía como guionista
- Unveiled (1994)
- Senior Trip (1995)
- Provocateur (1998)
- Cruel Intentions (1999)
- Cruel Intentions 2 (2000)

## Filmografía como director
- Cruel Intentions (1999)
- Cruel Intentions 2 (2000)
- La cosa más dulce (2002)
- Sólo amigos (2005)
- College Road Trip (2008)
- Furry Vengeance (2010)
- Amor en obras (2019)
- After: en mil pedazos (2020)
- Maravilloso desastre (2023)
- Beautiful Wedding (2024)

## Producciones teatrales
- Pay Or Play (1993, Teatro Hudson, Los Ángeles)
- 1997’s d girl (también director) (1997, Century City Playhouse, Los Ángeles)
- Turnaround (2003, Coast Playhouse, Los Ángeles)
- Girls Talk (2011, Teatro Lee Strasberg, Los Ángeles)

## Premios
- L.A. Weekly al Mejor guion por Pay or Play (1993)